# Jürgen Müller (Historiker)
Jürgen Müller (* 3. Juni 1959 in Zettingen) ist ein deutscher Historiker.

## Leben
Müller absolvierte von 1980 bis 1989 ein Studium der Geschichte und Anglistik an der Universität des Saarlandes in Saarbrücken und am Trinity College Dublin. 1989 erfolgte die Promotion in Neuerer Geschichte an der Universität des Saarlandes in Saarbrücken. Seit 1989 war er Wissenschaftlicher Angestellter der Historischen Kommission bei der Bayerischen Akademie der Wissenschaften und seit 1994 Redaktionsassistent der Historischen Zeitschrift. 2003 schloss er die Habilitation im Fach Neuere Geschichte an der Johann Wolfgang Goethe-Universität Frankfurt am Main ab und wurde 2004 zum Privatdozenten ernannt. Seit 2009 ist er Herausgeber des Rezensionsteils der Historischen Zeitschrift. Seit 2009 lehrt er als außerplanmäßiger Professor am Historischen Seminar der Johann Wolfgang Goethe-Universität Frankfurt am Main.
2018 wurde ihm die Ehrenmedaille für Heimatpflege und Geschichtsforschung des Main-Kinzig-Kreises verliehen.

## Schriften

### Monographien
- Von der alten Stadt zur neuen Munizipalität. Die Auswirkungen der Französischen Revolution in den linksrheinischen Städten Speyer und Koblenz (= Koblenzer Beiträge zur Geschichte und Kultur, Bd. 7), Koblenz 1990 (zugleich: phil. Diss., Universität des Saarlandes 1989).
- Deutscher Bund und deutsche Nation (= Schriftenreihe der Historischen Kommission bei der Bayerischen Akademie der Wissenschaften, Bd. 71) Göttingen 2005 (zugleich: Habil.-Schrift, Universität Frankfurt am Main 2003).
- Der Deutsche Bund 1815–1866 (= Enzyklopädie deutscher Geschichte, Bd. 78), München 2006.

### Sammelbände
- Deutscher Bund und innere Nationsbildung im Vormärz (1815–1848) (= Schriftenreihe der Historischen Kommission bei der Bayerischen Akademie der Wissenschaften, Bd. 101), Göttingen 2018.